# Цілинна ділянка (біля села Райське)
Цілинна ділянка  — ентомологічний заказник місцевого значення. Об'єкт розташований на території Вільнянського району Запорізької області, на південь від села Райське.
Площа — 30 га, статус отриманий у 1984 році.